# Miguel Rivas
Miguel Angel Rivas Perea (Caracas, Venezuela, 7 de noviembre de 1988) es un futbolista que actualmente pertenece al Club Deportivo Buñol.

## Carrera
Inició sus primeros pasos en el Colegio La Salle La Colina de Caracas, hasta que con 15 años pasó a formar parte del Caracas FC.
En 2008 participa en el Torneo clausura de la Primera División con el Deportivo Italia.
En 2010 ficha por el Atlético Saguntino de la Tercera División de España.
En 2013 ficha en el Écija Balompié participando en la Segunda División B Española.

## Clubes
| Club                    | País      | Temporadas  |
| ----------------------- | --------- | ----------- |
| Caracas FC              | Venezuela | 2004 - 2006 |
| Centro Italo Venezolano | Venezuela | 2007 - 2008 |
| Deportivo Italia        | Venezuela | 2008        |
| Deportivo Peñarol FC    | Venezuela | 2008 - 2010 |
| Atlético Saguntino      | España    | 2010 - 2011 |
| CD Massamagrell         | España    | 2011 - 2012 |
| CD Cheste               | España    | 2012 - 2013 |
| Écija Balompié          | España    | 2013 - 2014 |
| Cullera CF              | España    | 2014 - 2015 |
| Novelda CF              | España    | 2015 - 2016 |
| Club Deportivo Buñol    | España    | 2016 - 2017 |
| Xirivella CF            | España    | 2018        |

## Selección nacional
En el 2008 es convocado a la Selección Nacional sub-20.